# جيمس ألبرت كروس
جيمس ألبرت كروس هو سياسي كندي، ولد في 11 ديسمبر 1876، وتوفي في 1 مارس 1952. انتخب عضو المجلس التشريعي من ساسكاتشوان.